# جام طلایی کونکاکاف ۱۹۹۱
جام طلایی کونکاکاف ۱۹۹۱ اولین دوره جام طلایی کونکاکاف بود که با شرکت تیم‌های عضو کونکاکاف (آمریکای شمالی، آمریکای مرکزی و کارائیب) برگزار شد. در پایان مسابقات تیم ملی فوتبال ایالات متحده آمریکا برای اولین بار به مقام قهرمانی رسید.